# 블랙히스 (런던)
블랙히스(Blackheath)는 런던 동남쪽의 구역이다. 루이셤 특별구의 동부와 그리니치 특별구의 남부에 걸쳐 있다.

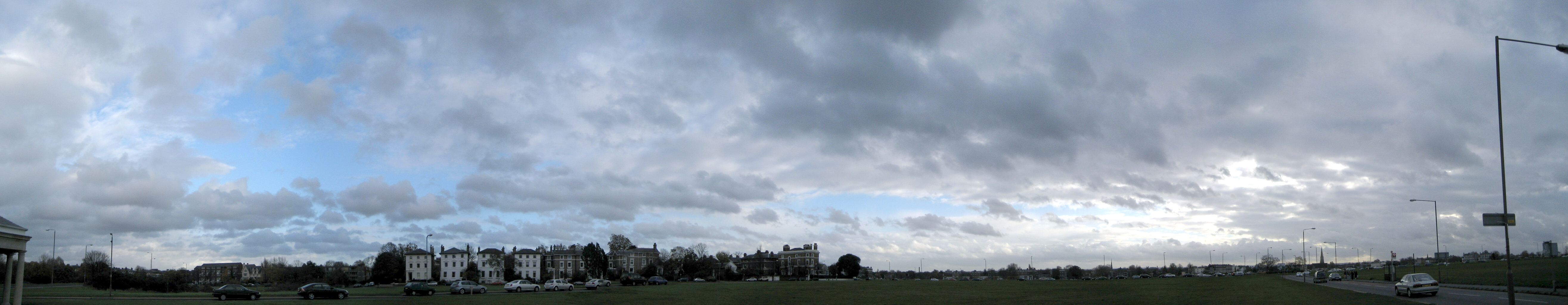
블랙히스의 파노라마.